# Mato Grosso
Mato Grosso (en español significa: ‘matorral espeso’) es uno de los veintiséis estados que, junto con el distrito federal, forman la República Federativa de Brasil. Se ubica en la región Centro-Oeste del país, tiene como límites: Amazonas y Pará al norte, Tocantíns al noreste, Goiás al este, Mato Grosso del Sur, al sur, y Rondonia y el Estado Plurinacional de Bolivia al noroeste. Con 903 358 km² es el tercer estado más extenso —por detrás de Amazonas y Pará— y con 3,58 hab/km², el tercero menos densamente poblado, por delante de Amazonas y Roraima, el menos densamente poblado. El estado, que tiene el 1,66% de la población brasileña, es responsable del 1,9% del PIB brasileño. Su capital es Cuiabá.

## Toponimia
En portugués, Mato Grosso significa “matorral espeso” (entendiéndose mato con el significado de: área poblada por matorrales). El nombre portugués resulta ser la traducción de la palabra del idioma guaraní: Kaaguazú o Kaaguasú (“Hierba Grande”, es decir, "gran herbazal").

## Geografía

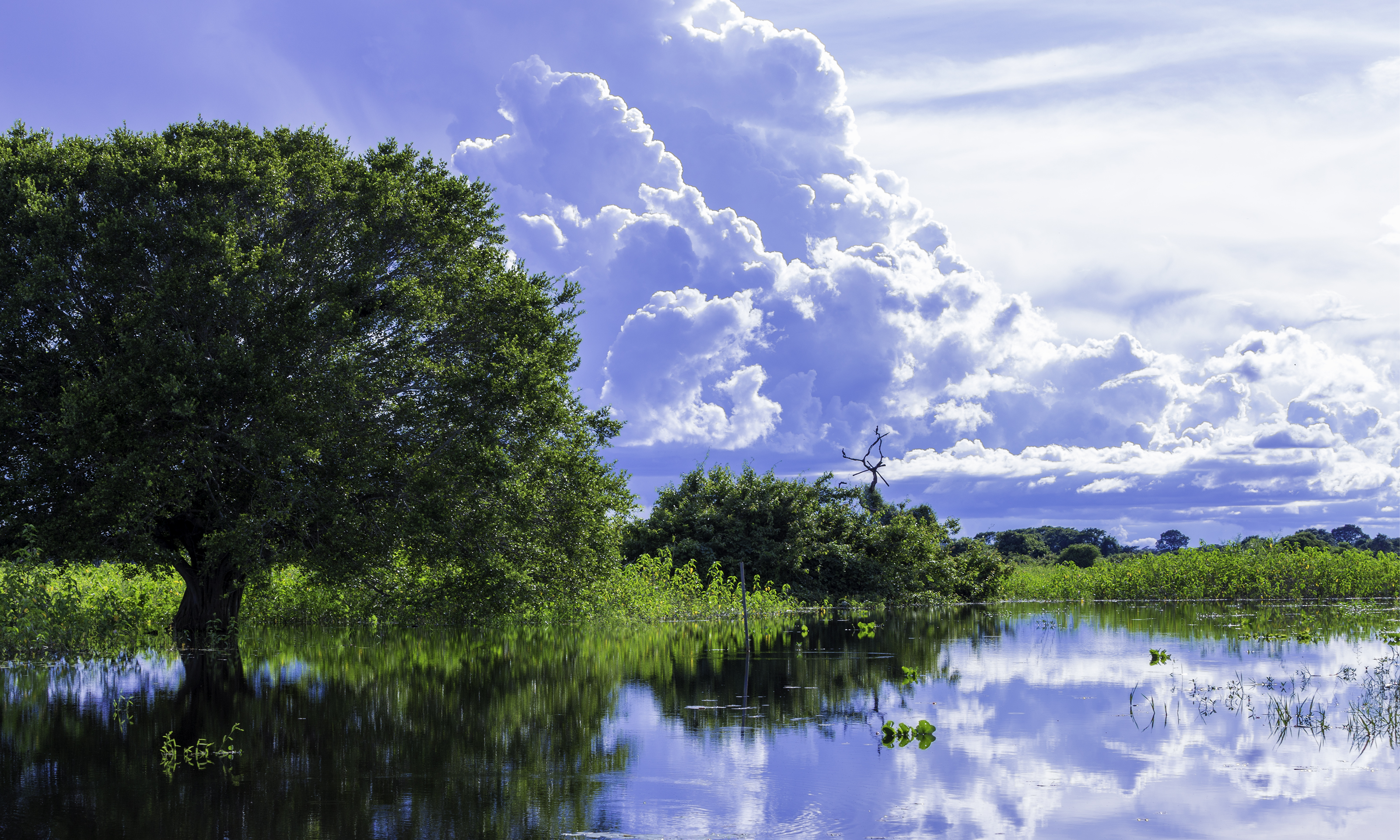
Pantanal.

Las ciudades más importantes de Mato Grosso son Cuiabá, Várzea Grande y Rondonópolis. Extensas planicies dominan la región, la mayor parte (84%) se encuentra por debajo de los 500 m de altura y corresponde al bioma llamado el Pantanal. Los ríos principales del estado son el río Juruena, el río Teles Pires, el río Xingú, el río Araguaia, el Paraguai, el río Piqueri, el río São Lorenço, el río das Mortes y el río Cuiabá.

## Historia
Por el Tratado de Tordesillas (7 de junio de 1494), el área pertenecía a España. Los jesuitas, al servicio de los españoles, crearon los primeros núcleos, de donde fueron expulsados por los bandeirantes paulistas en 1680, aunque la presencia española persistió en el Itatín. En 1718, el descubrimiento de oro aceleró el poblamiento. En 1748, para garantizar la nueva frontera, Portugal creó la capitanía de Mato Grosso, y ahí construyó un eficiente sistema de defensa. Finalmente, con los tratados de Madrid (1750) y San Ildefonso (1777), España y Portugal establecieron sus nuevas fronteras.
Después de que Brasil se independizó de Portugal en 1822, estas tierras pasaron a ser de su administración. A comienzos del siglo XIX, la producción de oro comenzó a decaer. En 1901, ocurrió un movimiento separatista temporalmente controlado. En 1917, la situación se agravó, provocando la intervención federal. Con la llegada de los recolectores de caucho, ganaderos y exploradores de yerba mate en la primera mitad del siglo XIX, el Estado retomó el desarrollo.

## Demografía
| Raza y Etnia         | Total  | Total |
| -------------------- | ------ | ----- |
| Pardos o multiracial | 56%    | 56    |
| Blancos              | 32.30% | 32.3  |
| Negros               | 9.86%  | 9.86  |
| Indígenas            | 1.55%  | 1.55  |
| asiáticos            | 0.30%  | 0.3   |

## Municipios más poblados
| Municipio             | Población | Municipio            | Población |
| --------------------- | --------- | -------------------- | --------- |
| 1.Cuiabá              | 590.118   | 11.Alta Floresta     | 50.189    |
| 2.Várzea Grande       | 274.013   | 12.Pontes e Lacerda  | 43.832    |
| 3. Rondonópolis       | 222.316   | 13.Guarantã do Norte | 34.500    |
| 4. Sinop              | 135.874   | 14.Nova Mutum        | 42.607    |
| 5.Tangará da Serra    | 98.828    | 15.Juína             | 39.779    |
| 6. Cáceres            | 91.271    | 16.Campo Verde       | 39.933    |
| 7.Sorriso             | 85.223    | 17.Colniza           | 36.161    |
| 8.Lucas do Rio Verde  | 61.515    | 18.Juara             | 33.731    |
| 9.Barra do Garças     | 58.974    | 19. Barra do Bugres  | 33.644    |
| 10.Primavera do Leste | 59.293    | 20.Peixo de Azevedo  | 33.330    |

## Economía

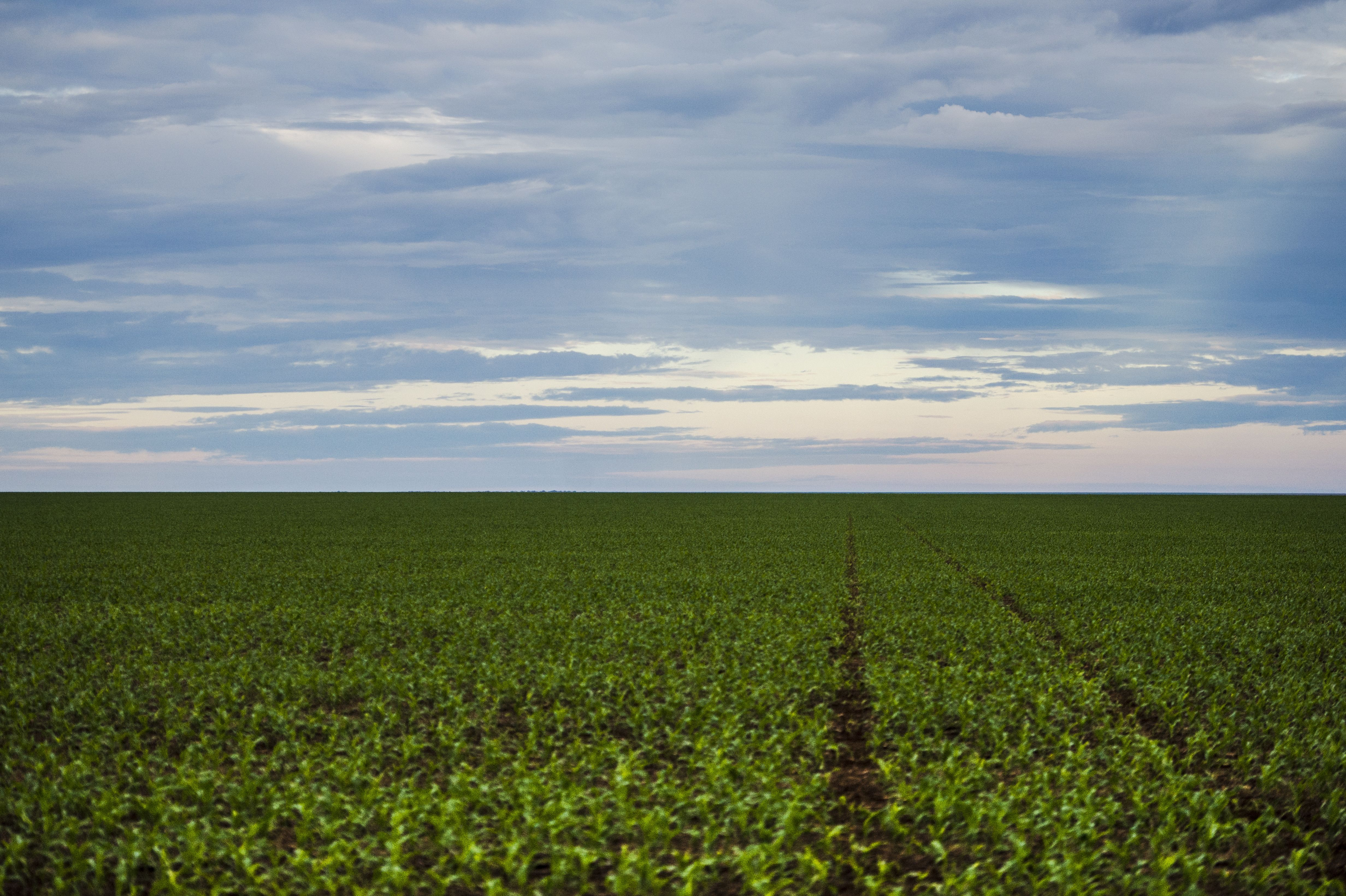
Plantación de soja en Mato Grosso

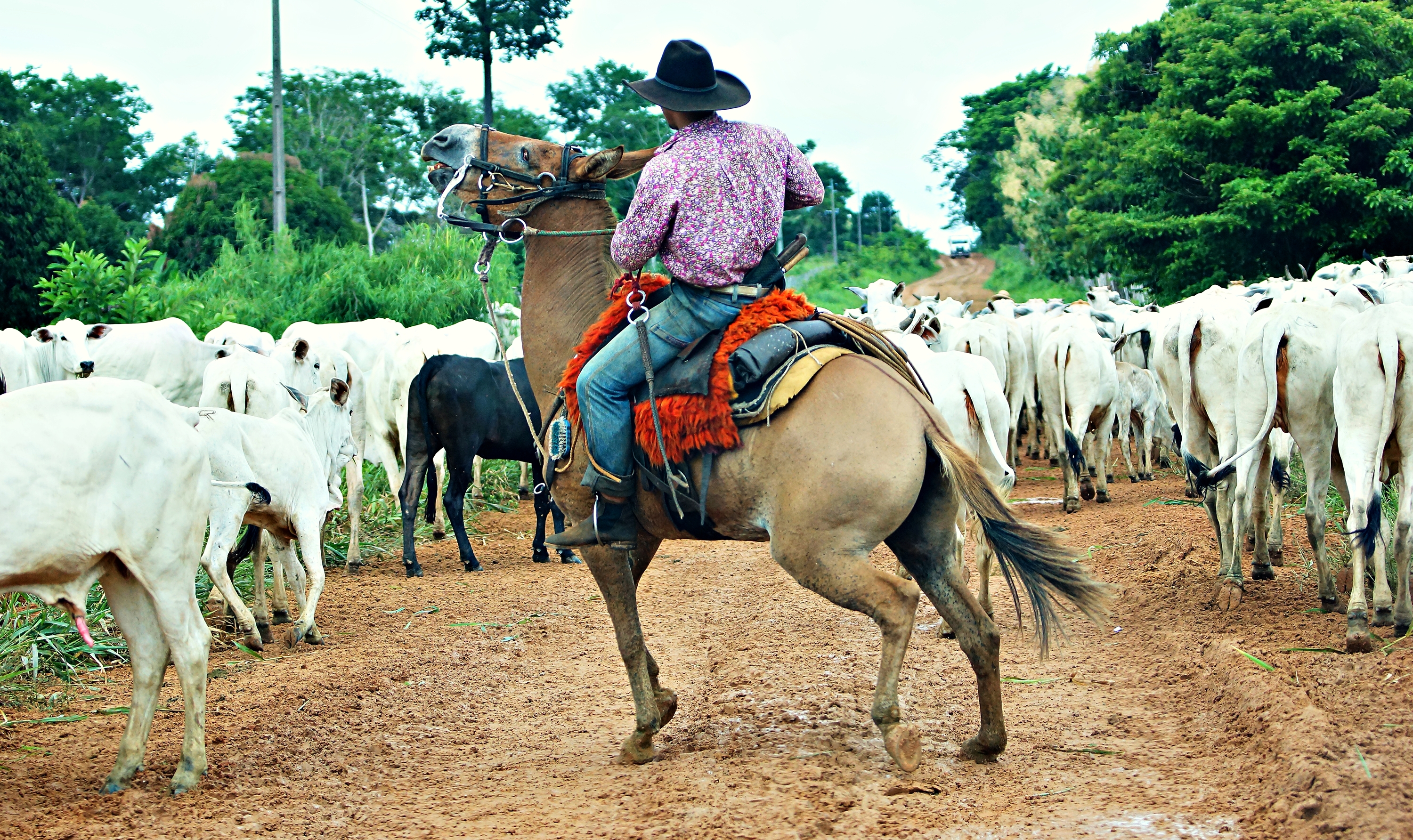
Vacuno en Mato Grosso

La agricultura es el componente más grande del PIB del estado con 40.8%, seguido por el sector de servicios con 40.2%. El sector industrial representa el 19% del PIB (2004). Las principales exportaciones de Mato Grosso incluyen soja (83%), madera (5.6%), carnes (4.8%) y algodón (3.3%) (2002).
La participación del estado en la economía brasileña es de 1.8% (2014).
En 2020, Mato Grosso fue el líder en el productor nacional de granos en el país, con un 28.0%. Es el mayor productor de soja en Brasil, con un 26,9% del total producido en 2020 (33,0 millones de toneladas); el mayor productor de maíz del país; el mayor productor de algodón de Brasil, con alrededor del 65% de la producción nacional (1,8 de los 2,8 millones de toneladas cosechadas en el país); el sexto mayor productor de caña de azúcar del país, 16 millones de toneladas cosechadas en la cosecha 2019/20; y el tercer mayor productor de frijoles, con el 10,5% de la producción brasileña. En girasol, el estado fue el mayor productor nacional en 2019, con 60 mil toneladas. En la producción de yuca, Brasil produjo un total de 17,6 millones de toneladas en 2018. Mato Grosso produjo 287 mil toneladas en este año.
En 2019, el rebaño de vacuno de Mato Grosso alcanzó la marca de treinta millones de reses, el mayor rebaño de ganado del país, que representa casi el 14% de la producción nacional. En 2018, Mato Grosso fue el quinto mayor productor de carne de cerdo en el país, con una manada de alrededor de 2.5 millones de animales.

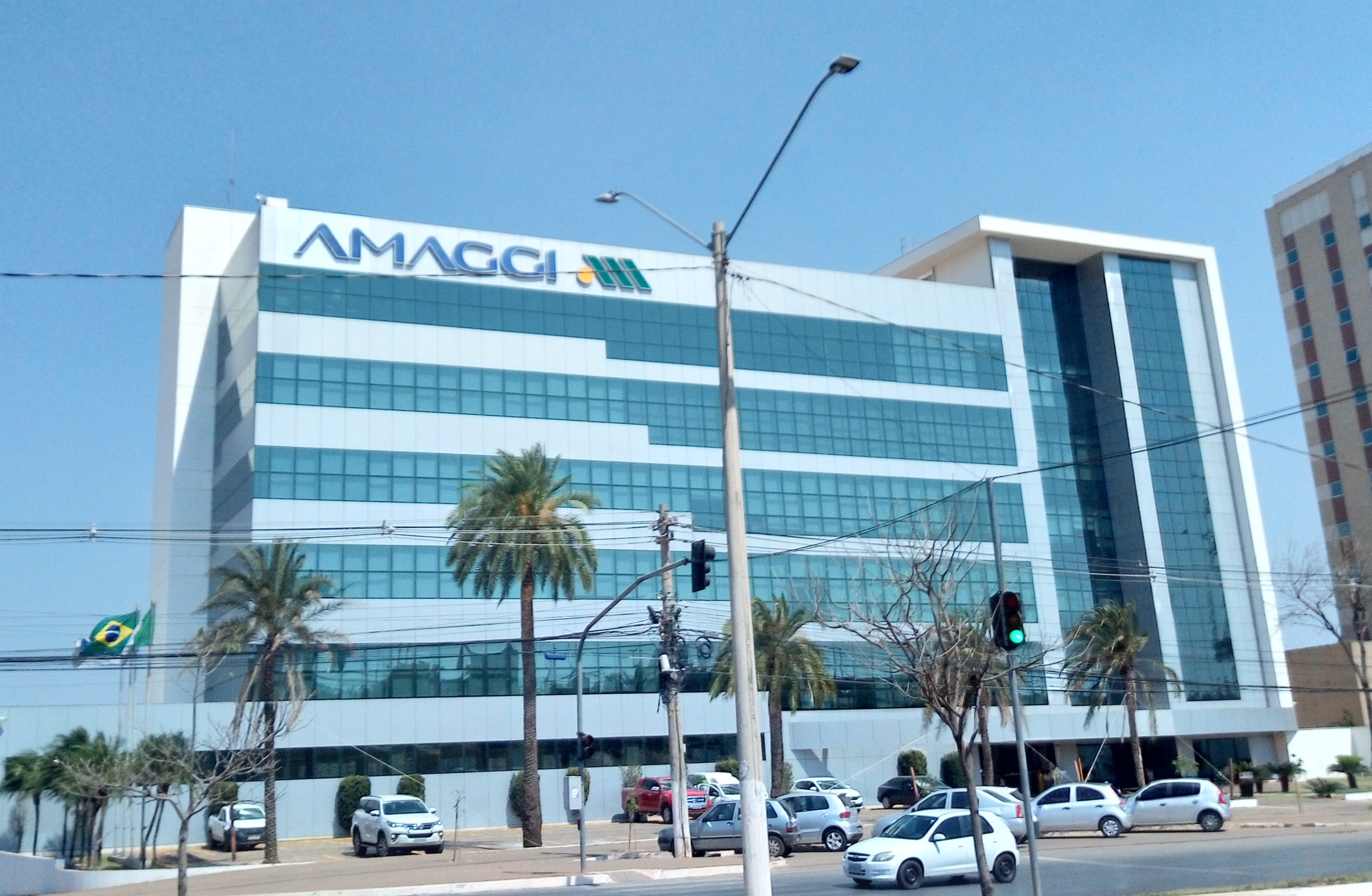
Sede del Grupo Amaggi en Cuiabá

En 2017, Mato Grosso tuvo el 1.15% de la participación minera nacional (quinto lugar en el país). Mato Grosso tuvo producción de oro (8,3 toneladas por un valor de R $ 1 mil millones) y estaño (536 toneladas por un valor de R $ 16 millones). Además, en piedras preciosas, el estado es el segundo mayor productor nacional de diamantes, habiendo extraído 49 mil quilates en el año 2017. La ciudad de Juína es la principal en esta actividad en el estado.
Mato Grosso tuvo un PIB industrial de R $ 17,0 mil millones en 2017, equivalente al 1,4% de la industria nacional. Emplea a 141,121 trabajadores en la industria. Los principales sectores industriales son: construcción (32.0%), alimentos (27.9%), servicios industriales de servicios públicos, como electricidad y agua (18.6%), bebidas (4.5%) y productos derivados del petróleo, petróleo y biocombustibles (3.9%). Estos 5 sectores concentran el 86.9% de la industria del estado.
Las industrias metalúrgica y alimentaria son las principales del estado.

## Infraestructura

### Carreteras

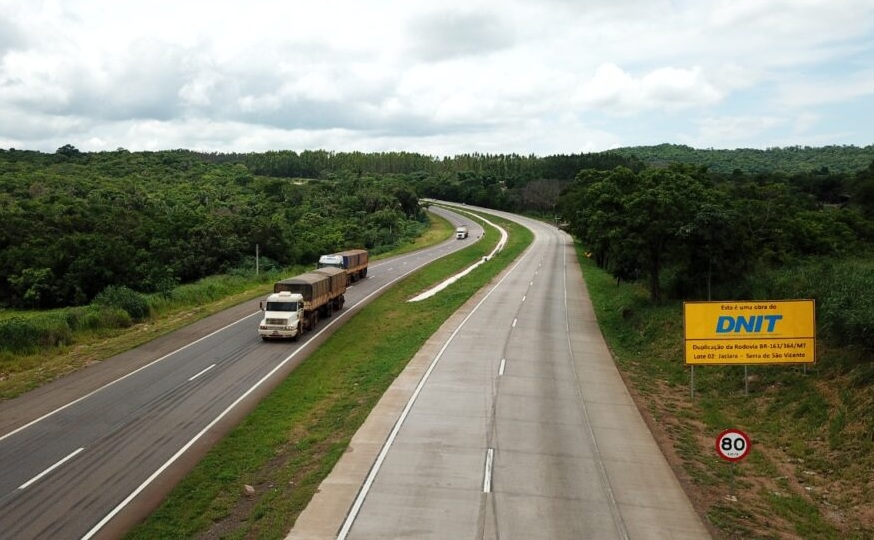
BR-163 / BR-364, tramo duplicado entre Cuiabá y Rondonópolis.

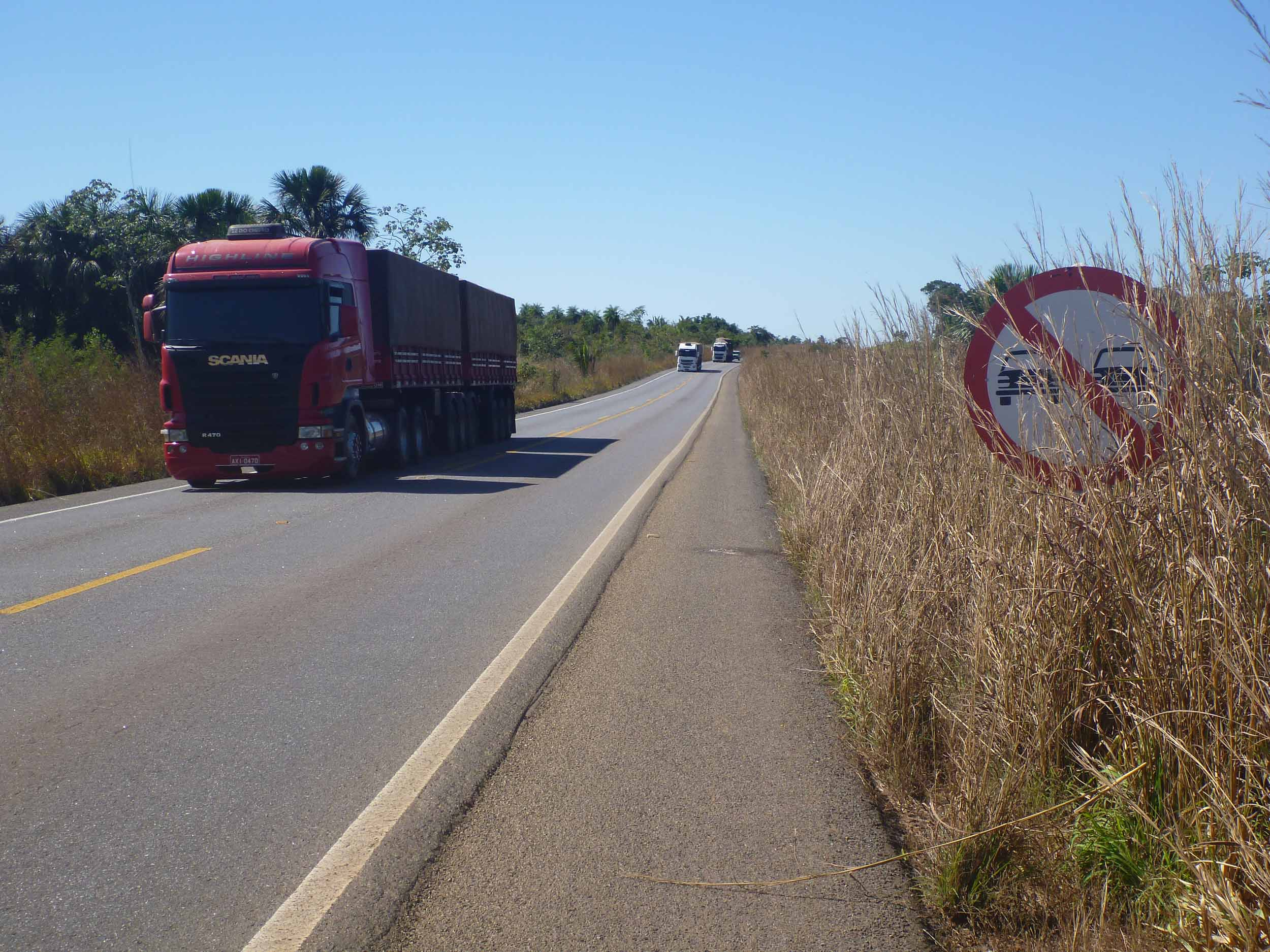
BR-174 en Mato Grosso

Mato Grosso tenía, en 2020, 141.171 km de carreteras municipales; en las carreteras del estado de Mato Grosso había 22.399 km sin pavimentar, 7.281 km pavimentados y 81 km de autopistas de doble calzada. En la red vial federal, había 3.649 km de carreteras, incluidos 330 km de carreteras duplicadas. Mato Grosso, a pesar de ser un estado de ocupación más reciente, ya cuenta con una carretera de 2 carriles en cada dirección que conecta la capital Cuiabá con una de las ciudades más grandes del estado, Rondonópolis, luego con la frontera con Mato Grosso del Sur.
Algunas de las vías principales son:
- BR-070
- BR-173
- BR-174
- BR-158
- BR-163
- BR-197
- BR-242
- BR-252
- BR-364
- MT-100
- MT-358

### Aeropuertos

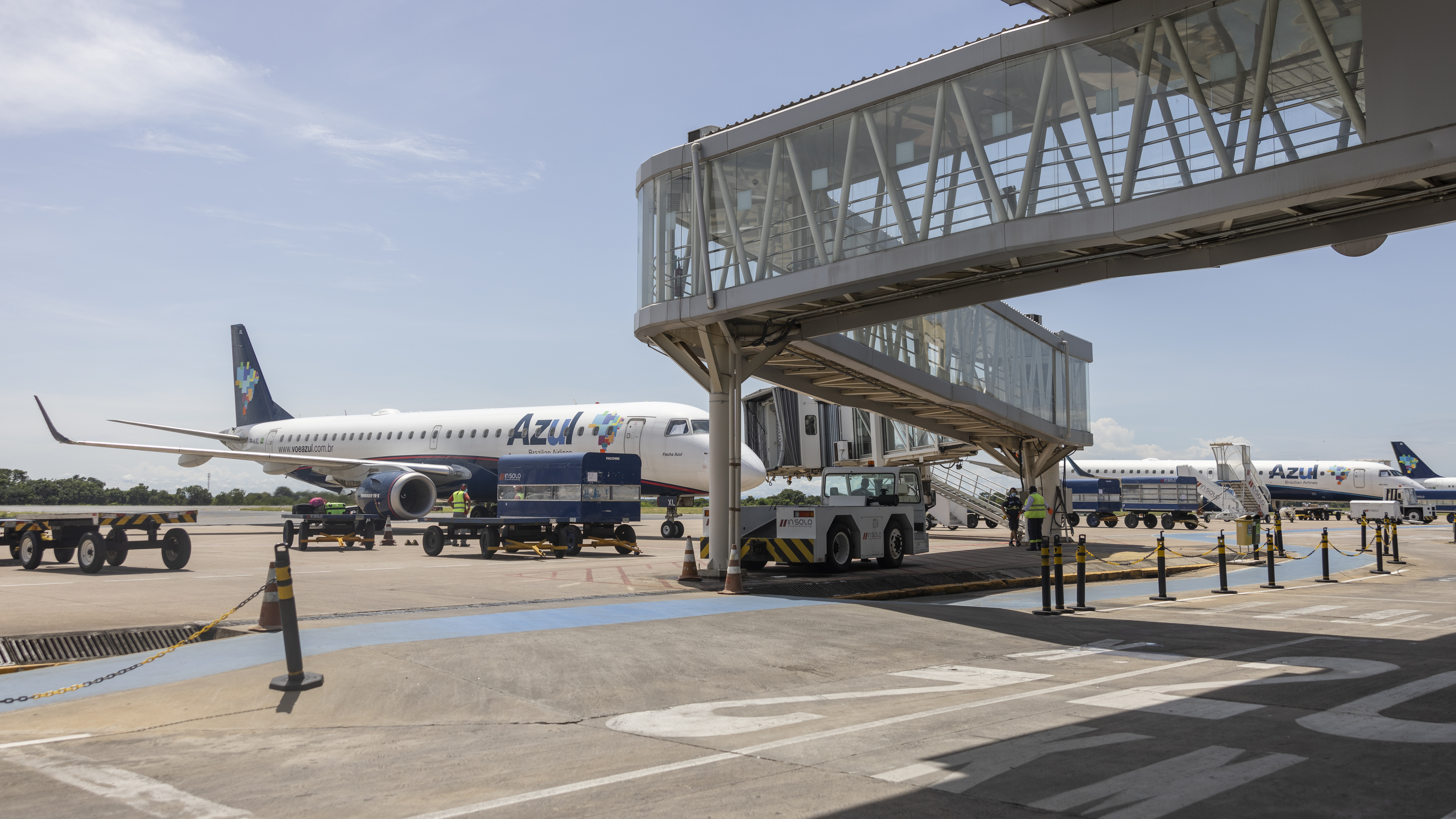
Aeropuerto Internacional Marechal Rondon en Várzea Grande

El Aeropuerto Internacional Marechal Rondon, ubicado a 10 kilómetros (6,2 mi) del centro de la ciudad de Cuiabá, en la ciudad de Várzea Grande, comenzó a recibir vuelos en 1996. Ahora atiende a más de medio millón de pasajeros al año. La pista de Marechal Rondon se abrió al tráfico en 1956. En febrero de 1975, Infraero asumió la administración del aeropuerto y comenzó varias mejoras para satisfacer las necesidades del complejo aeroportuario.

### Ferrocarriles
La Ferrovia Norte Brasil (Ferrocarril del Norte de Brasil) conecta Mato Grosso con el Estado de São Paulo y puertos marítimos como Puerto de Santos. Rumo Logística solo opera trenes de carga en la línea, que se extiende tierra adentro hasta Rondonópolis. A partir de 2021 está prevista una ampliación hacia el norte hasta Cuiabá y Lucas do Rio Verde.

## Deportes

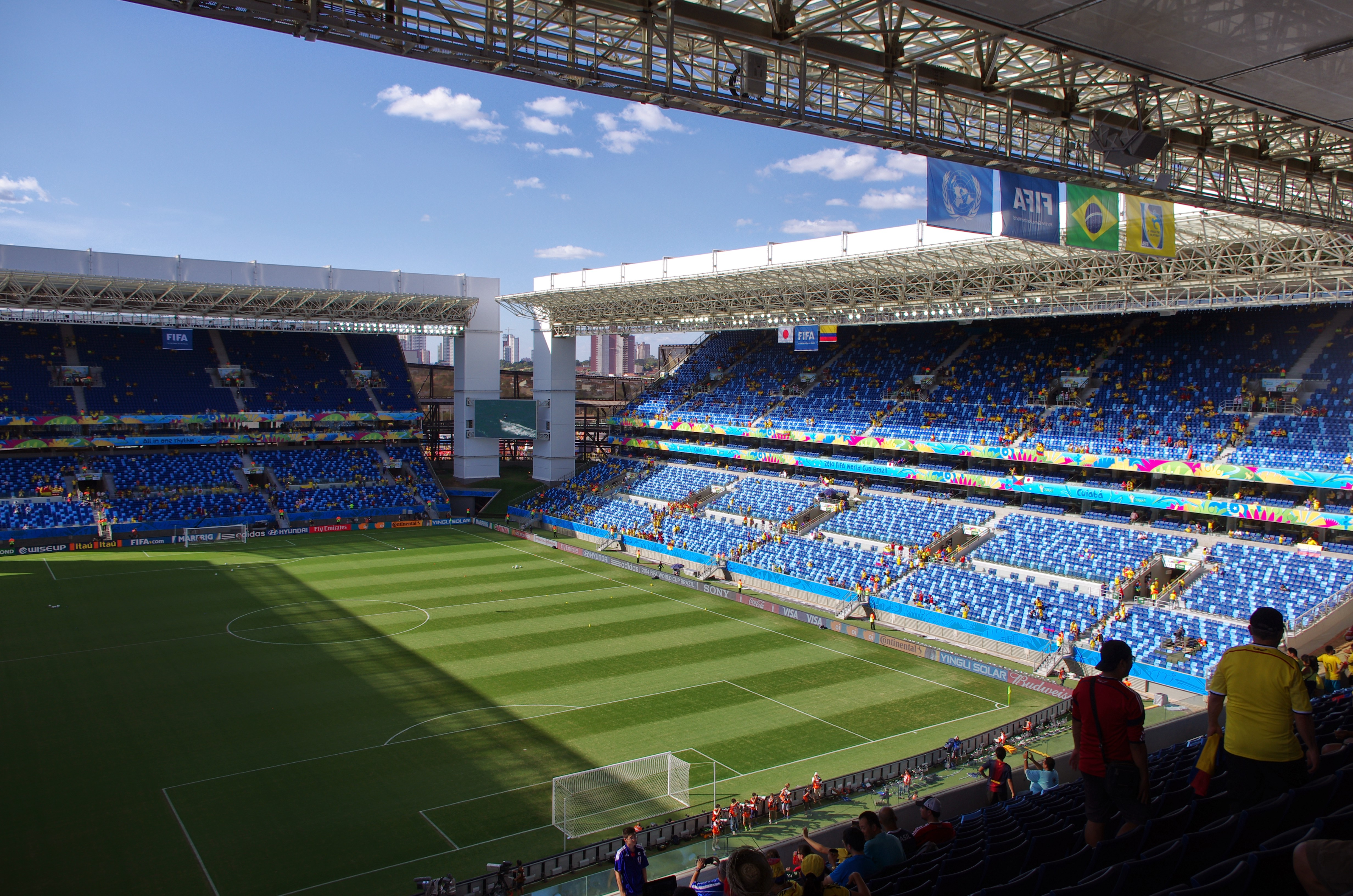
Arena Pantanal en Cuiabá.

Cuiabá fue una de las 12 ciudades elegidas para albergar los partidos de la Copa Mundial de la FIFA 2014, que se llevó a cabo en Brasil.
En el estado nacieron los medallistas de los campeonatos mundiales Felipe Lima de natación y David Moura en judo, además de los campeones mundiales de futsal Vinícius y Lenísio.